# Орешек
Орешек (алб. Oreshka / Oreshkë; серб. Орешек / Orešek) — село на північному сході Албанії.

## Географія
Входить до складу громади Шіштевац округу Кукес. Розташоване в албанській частині історичної області Гора. Основним населенням є етнічна група горанці. Крім села Орешек, горанці в Албанії живуть також в селах Бор'є, Запод, Кошаріште, Оргоста, Очікле, Пакіша, Шіштевац та Цернолево.
З найближче розташованих сіл на північний захід від Орешка знаходиться горанське село Цернолево, на північний захід — албанське село Коловоз, на схід, за гірським хребтом — горанське село Бор'є.

## Історія
Після Другої Балканської війни 1913 року частина території Гори, на якій розташоване село Орешек, була передана Албанії. У 1916 році під час експедиції в Македонію і Поморав'є село відвідав болгарський мовознавець Стефан Младенов, за його підрахунками в селі в той час було близько 30 будинків.
Згідно з рапортом головного інспектора-організатора болгарських церковних шкіл в Албанії Сребрена Поппетрова, складеним в 1930 році, у селі Орешек налічувалося близько 40 будинків.